# فريديريك بيجن
فريديريك بيجن هو ملحن كندي، ولد في 10 نوفمبر 1975.

## وصلات خارجية
- الموقع الرسمي
- فريديريك بيجن على موقع IMDb (الإنجليزية)
- فريديريك بيجن على موقع ألو سيني (الفرنسية)
- فريديريك بيجن على موقع ميوزك برينز (الإنجليزية)
- فريديريك بيجن على موقع أول موفي (الإنجليزية)
- فريديريك بيجن على موقع كينوبويسك (الروسية)